# Geary County
Geary County är ett administrativt område i delstaten Kansas, USA. År 2010 hade countyt 34 362 invånare. Den administrativa huvudorten (county seat) är Junction City.

## Geografi
Enligt United States Census Bureau har countyt en total area på 1 047 km². 996 km² av den arean är land och 51 km² är vatten.

### Angränsande countyn
- Riley County - nord
- Wabaunsee County - öst
- Morris County - syd
- Dickinson County - väst
- Clay County - nordväst

### Orter
- Grandview Plaza
- Junction City (huvudort)
- Milford